# Xian de Yiyang (Jiangxi)
Pour les articles homonymes, voir Yiyang (homonymie).
Le xian de Yiyang (chinois : 弋阳县 ; pinyin : yìyáng xiàn) est un district administratif de la province du Jiangxi en Chine. Il est placé sous la juridiction de la ville-préfecture de Shangrao.

## Démographie
La population du district était de 359 164 habitants en 1999.

## Géographie
- Pic de la Tortue (龟峰), inscrit à la liste du patrimoine mondial de l'UNESCO.